# Kleine Kleinzahnratte
Die Kleine Kleinzahnratte (Macruromys elegans) ist ein kaum erforschtes Nagetier aus der Gattung der Neuguinea-Kleinzahnratten. Es ist nur von vier Exemplaren (drei Weibchen, ein Männchen) bekannt, die im Oktober 1931 von Georg Stein am Mount Kunupi in der Weyland Range in Westneuguinea gefangen wurden. Bei ausgedehnten Expeditionen in den 1930er-Jahren konnte diese Art in keiner anderen Region nachgewiesen werden. Die Typusexemplare haben eine Kopf-Rumpf-Länge von 153 bis 158 mm, eine Schwanzlänge von 206 bis 220 mm, eine Hinterfußlänge von 36 bis 37 mm und eine Ohrenlänge von 15 bis 21 mm. Die Weibchen haben vier Bauchzitzen. Die Art ist kleiner und graziler und das Fell ist weicher als bei der nahe verwandten Östlichen Kleinzahnratte (Macruromys major). Das Fell ist einfarbig grau und es fehlt die weiße Schwanzspitze, durch die die Östliche Kleinzahnratte charakterisiert ist. Der Lebensraum sind montane Regenwälder in Höhenlagen zwischen 1.400 und 1.800 m. Über die Lebensweise ist nichts bekannt. Auch über den Populationsstatus und den Gefährdungsgrad liegen keine Informationen vor. Die IUCN stuft die Art in die Kategorie „unzureichende Datenlage“ (Data deficient) ein.
Der Artzusatz im wissenschaftlichen Namen ist aus dem lateinischen Wort elegans (geschmackvoll) gebildet.